# البرلمان الإقليمي (هولندا)

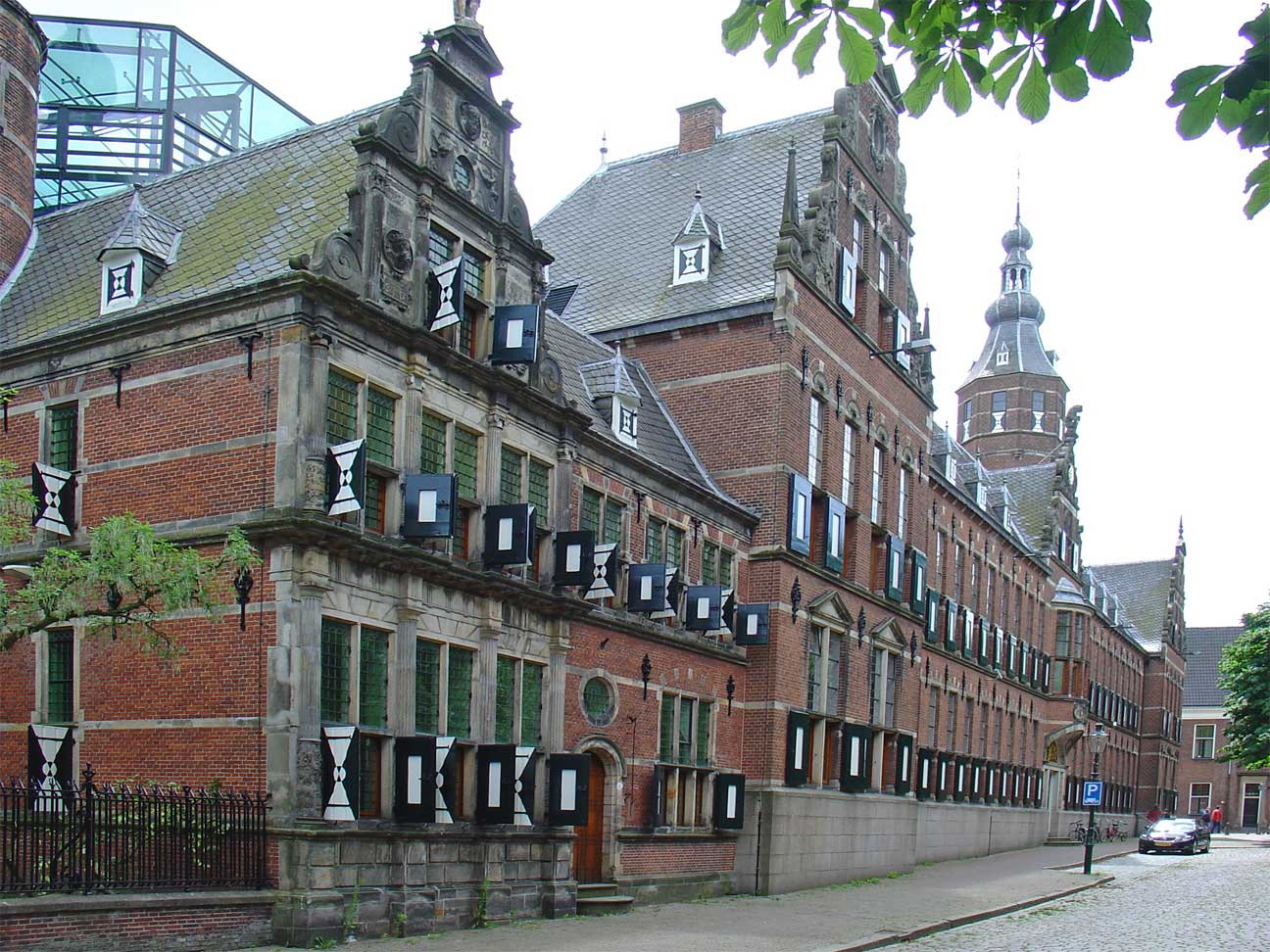

البرلمان الإقليمي (بالهولندية: States-Provincial) هو البرلمان المحلي والمجلس التشريعي في كل من في مقاطعات هولندا. وينتخب لكل مقاطعة في وقت واحد مرة واحدة كل أربع سنوات، ويتحمل المسؤولية عن المسائل ذات الأهمية الفرعية الوطنية أو الإقليمية. يتم انتخاب برلمان كل مقاطعة مباشرة من قبل الناخبين داخل المقاطعة ذات الصلة، وعدد المقاعد في كل برلمان مقاطعة بما يتناسب مع عدد سكانها.
البرلمان الإقليمي نشأ بوصفه تركيب عقارات في العصور الوسطى، ومن هنا جاءت تسميته. من 1813-1850 ونبل أعضاء  ridderschap  اختار ثلث أعضاء دول وحكومات المقاطعات. يوهان رودولف Thorbecke الصورة الإصلاحات وله «المحافظات القانون» ("provinciewet") 1850 جلب هذا الامتياز إلى نهايته.
الولايات-مقاطعة اختيار Gedeputeerde ستاتن بوصفها الجهاز سلطة تنفيذية من المحافظة. في الأصل، كان على الولايات مقاطعة أنفسهم أيضا صلاحيات تنفيذية واختار Gedeputeerde ستاتن من أعضائها للحكم اليومي. في 11 مارس 2003، وانقسام مؤسستين. وبعبارة أخرى، كان هناك تغيير من انصهار القوى إلى فصل السلطات.
أصبحت الأدوار الرئيسية في الولايات المحافظات لوضع السياسات العامة وتمثيل الشعب، والموافقة على تشريعات المقاطعات والميزانية السنوية والإشراف على السلطة التنفيذية. كلاهما ترأس  Gedeputeerde ستاتين  والولايات المحافظات برئاسة المفوض الملك في المحافظة، المعين من قبل ولي كل 6 سنوات.
في انتخابات مجالس المقاطعات الأخيرة وعقدت 18 مارس 2015.
بعد ثلاثة أشهر انتخابهم أعضاء المشترك لانتخاب الولايات مقاطعة أعضاء مجلس الشيوخ (هولندا) من برلمان هولندا.

## عدد المقاعد في كل برلمان إقليمي
حجم الولايات المحافظات يتراوح من 39 عضوا لمحافظة مع أقل من 400,000 نسمة إلى 55 عضوا لمحافظة مع أكثر من 2,000,000 نسمة.
قبل عام 2007، تراوحت من 47 عضوا لمحافظة مع أقل من 200,000 نسمة إلى 83 عضوا لمحافظة مع أكثر من 2,500,000 نسمة. نتيجة لتغيير في Provinciewet، بدءا من انتخابات الولايات والمقاطعات من 7 مارس 2007، تم تخفيض العدد الإجمالي للدول الأعضاء المحافظات من 764 إلى 564. مسح للتغيير في المقاعد لكل محافظة: